# Campodorus dauricus
Campodorus dauricus là một loài tò vò trong họ Ichneumonidae.